# Список награждённых орденом Ленина в 1937 году
Список из 265 награждённых орденом Ленина в 1937 году.
В их числе 35 человек, одновременно получивших звание Героя Советского Союза.
Постановлениями Центрального Исполнительного комитета СССР от:

## Январь

### 2 января
- О награждении командиров, политработников, инженеров и техников Рабоче-Крестьянской Красной Армии[1]

- За «выдающиеся  успехи в  боевой,  политической  и технической  подготовке  соединений, частей и подразделений Рабоче-Крестьянской Красной Армии» награждены:

1. комбриг Пумпур П. И. (2-й орден)
2. комбриг Алексеев П. А.
3. полковник Кривошеин С. М.
4. капитан Несмеянов Г. Д.
5. военинженер 3-го ранга Алымов Н. Н.

- О награждении орденами Союза ССР т.т. Никольского Л. Л. и других[3]

- За «особые заслуги в деле борьбы с врагами трудящихся» награждён:

- майор Государственной безопасности Никольский Л. Л.

### 14 января
- О награждении Тбилисского Государственного Театра Оперы и Балета[5]

- За «выдающиеся успехи в деле развития грузинской театральной культуры, народных песен и танцев» награждён:

- Тбилисский Государственный Театр Оперы и Балета

### 23 января
- О награждении т. Судьина С. К.[7]

- За «исключительные заслуги по руководству экспортом советских товаров, а также в области подбора и воспитания кадров внешнеторговых работников» награждён:

- Судьин, Сергей Корнилович — заместитель Народного комиссара внешней торговли Союза ССР

### 26 января
- О награждении т. Таирова В. X.[9]

- За «выдающуюся работу в области внешней политики» награждён:

- Таиров В. Х.

### 27 января
- О награждении т. Вайнера П. Я.[7]

- За «большие заслуги в деле боевой и политической подготовки войсковыж частей» награждён:

- комкор Вайнер Л. Я.

## Февраль

### 25 февраля
- О награждении работников Главного Управления Северного Морского Пути к лиц рядового и начальствующего состава Морских Сил РККА[12]

- За «настойчивость и преданность при выполнения важнейшего задания в северных морях» награждены:

| По главному управлению Северного Морского Пути: | 1. Хлебников Ю. К. — капитан ледокола «Литке» 2. Крастин Э. Ф. — начальник Управления морского и речного транспорта Главсевморпути 3. Алексеев А. Д. — полярный лётчик, командир сводного отряда ледяной разведки 4. Миловзоров П. Г. — заслуженный ледовый капитан 5. Бочек А. П. — капитан парохода «Анадырь» |
| По морским силам РККА:                          | 1. Евдокимов П. А. — капитан 1-го ранга 2. Дубравин А. И. — военинженер 3-го ранга 3. Обухов В. Н. — капитан-лейтенант 4. Ольховиченко В. К. — военинженер 3-го ранга 5. Сухоруков М. Г. — капитан 3-го ранга 6. Бурханов В. Ф. — военинженер 3-го ранга                                                        |

## Март

### 2 марта
- О награждении командиров и красноармейцев-пограничников[12]

- За «доблесть и геройство, проявленные при защите государственных границ СССР» награждены:

1. Евграфов В. М. — лейтенант
2. Киселёв И. Ф. —  командир отделения

### 16 марта
- О награждении академика Баха А. Н.[15]

- За «выдающиеся заслуги в области биохимии, особенно по обслуживанию нужд промышленности» и «в связи с пятидесятилетием научной деятельности» награждён:

- академик Бах, Алексей Николаевич

## Апрель

### 9 апреля
- О награждении работников завода № 8 имени Калинина[17]

- За «умелую постановку на производство новых образцов вооружения и образцовое их освоение в производстве» награждены:

1. Мирзаханов И. А. — директор завода
2. Малюшин Н. Т. — рабочий-фрезеровщик цеха № 1
3. Абрамов В. И. — заместитель начальника конструкторского бюро завода

### 10 апреля
- О награждении работников завода «Баррикады»[19]

- За «успешное выполнение задания правительства по оснащению Красной Армии специальным видом вооружения:» награждены:

1. Мордвинцев А. Е. — кузнец
2. Собенников П. П. — главный конструктор завода
3. Черкасов В. Г. — главный инженер завода.

### 26 апреля
- О награждении члена Редакционной Коллегии газеты «Правда» т. Мехлиса Л. З.[21]

- «В связи с 25-летием газеты «Правда»» награждён:

- Мехлис Л. З. — член Редакционной Коллегии газеты «Правда».

### 27 апреля
- О награждении Московского Художественного Государственного Академического театра СССР имени М. Горького[23]

- За «выдающиеся успехи в области театрально-художественного творчества'» награждён:

- Московский Художественный Государственный Академический театр СССР имени М. Горького.

## Май

### 3 мая
- О награждении артистов Московского Художественного Государственного Академического театра СССР имени М. Горького[23]

- За «выдающиеся заслуги в деле развития русского театрального искусства» награждены:

1. Станиславский, Константин Сергеевич — народный артист Союза ССР
2. Немирович-Данченко, Владимир Иванович — народный артист Союза ССР
3. Качалов, Василий Иванович — народный артист Союза ССР
4. Москвин, Иван Михайлович — народный артист Союза ССР
5. Леонидов, Леонид Миронович — народный артист Союза ССР.

### 5 мая
- О награждении т.т. Ярцева В. В. и Суровицких И. Д[26].

- За «образцовое выполнение заданий правительства» награждены:

- Ярцев В. В. — капитан государственной безопасности (1936).

### 31 мая
- О награждении Узбекского Государственного Академического Драматического театра имени Хамза[28]

- За «выдающиеся заслуги в области развития узбекского театрального искусства» награждён:

- Узбекский Государственный Академический Драматический театр имени Хамза.

## Июнь

### 2 июня
- О награждении Государственного Академического Большого театра СССР[30]

- За «выдающиеся успехи в области оперного и балетного искусства» награждён:

- Государственный Академический Большой театр СССР.

- О награждении артистов Государственного Академического Большого театра СССР[30]

- За «выдающиеся заслуги в деле развития оперного и балетного искусства» награждены:

1. Нежданова, Антонина Васильевна — народная артистка СССР
2. Самосуд, Самуил Абрамович — народный артист РСФСР
3. Гельцер, Екатерина Васильевна — народная артистка РСФСР
4. Авранек, Ульрих Осипович — народный артист РСФСР
5. Держинская, Ксения Георгиевна — народная артистка РСФСР
6. Обухова, Надежда Андреевна — народная артистка РСФСР
7. Рейзен, Марк Осипович — заслуженный артист РСФСР
8. Барсова, Валерия Владимировна — заслуженная артистка РСФСР
9. Файер, Юрий Фёдорович — заслуженный деятель искусства
10. Пирогов, Александр Степанович — заслуженный деятель искусства

### 17 июня
- О награждении участников трансарктического перелёта[32]

- За «исключительное мастерство, проявленное при перелёте в труднейших условиях по маршруту Москва — Красноярск — Якутск — Верхне-Колымск — Анадырь — Мыс Шмидта — Мыс Челюскин — остров Диксон — Амдерма — Архангельск — Москва, всего протяжением около 24 тысяч километров» награждён:

- пилот Фарих, Фабий Брунович — командир корабля Н-120.

### 21 июня
- О присвоении звания Героя Советского Союза командирам Рабоче-Крестьянской Красной Армии[34]

- За «образцовое выполнение специальных заданий Правительства по укреплению оборонной мощи Советского Союза и проявленный в этом деле героизм» награждены:

1.  комкор Смушкевич, Яков Владимирович
2.  комкор Павлов, Дмитрий Григорьевич
3.  комдив Петров, Михаил Петрович
4.  полковник Копец, Иван Иванович (2-й орден ▶)
5.  майор Проскуров, Иван Иосифович

- О награждении командиров, политработников, инженеров и техников Рабоче-Крестьянской Красной Армии[36]

- За «выдающиеся успехи в боевой, политической и технической. подготовке соединений, частей и подразделений Рабоче-Крестъянской Красной Армии» награждены:

1. комдив Штерн Г. М.
2. дивизионный комиссар Гальцев И. С.
3. полковник Помощников А. И.
4. майор Галиц И. И.

### 25 июня
- О награждении т.т. Заковского Л. Ш., Шапиро-Дайховского Н. Е., Коркина П. А,, Карамышева П. В. и других.[37]

- За «образцовое и самоотверженное выполнение важнейших заданий Правительства» награждены:

1. Заковский, Леонид Михайлович
2. Шапиро-Дайховский, Натан Евнович
3. Коркин, Пётр Андреевич
4. Карамышев, Пётр Васильевич.

### 27 июня
- О награждении участников экспедиции на Северный полюс[39]

- За «образцовое выполнение задания Правительства и героизм наградить участников Северной экспедиции, достигшей Северного полюса и основавшей полярную станцию на дрейфующем льду у полюса» награждены:

| званием Героя Советского Союза со вручением ордена Ленина: | 1. Шмидт О. Ю. — начальник экспедиции 2. Спирин И. Т. — майор, флаг-штурман экспедиции 3. Шевелёв М. И. — заместитель начальник экспедиции 4. Папанин И. Д. — начальник станции «Северный полюс» (2-й орден ▶) 5. Алексеев А. Д. — командир самолёта «Н-172» 6. Мазурук И. П. — командир самолёта «Н-169» 7. Головин П. Г. — командир самолёта «Н-166» 8. Бабушкин М. С. — пилот самолёта «Н-170». |
| вторым орденом Ленина:                                     | 1. Водопьянов М. В. — Герой Советского Союза, командир отряда и самолёта «Н-170» (1-й орден ▶) 2. Молоков В. С. — Герой Советского Союза, командир самолёта «Н-171» (1-й орден ▶) |
| орденом Ленина:                                            | 1. Козлов М. И. — второй пилот самолёта «Н-169» 2. Орлов Г. К. — второй пилот самолёта «Н-171» 3. Мошковский Я. Д. — капитан, второго пилот самолёта «Н-172» 4. Догмаров А. А. — парторг экспедиции 5. Кренкель Э. Т. — радист станции «Северный полюс» (2-й орден ▶) 6. Ширшов П. П. — научный сотрудник станции «Северный полюс» (2-й орден ▶) 7. Фёдоров Е. К. — научный сотрудник станции «Северный полюс» (2-й орден ▶) 8. Ритсланд А. А. — штурман самолёта «Н-171» 9. Жуков Н. М. — штурман самолёта «Н-172» 10. Бассейн Ф. И. — 1-й бортмеханик самолёта «Н-170» 11. Сугробов К. Н. — 1-й бортмеханик самолёта «Н-172» 12. Ивашина В. Л. — 1-й бортмеханик самолёта «Н-171» 13. Кекушев Н. Л. — 1-й бортмеханик самолёта «Н-166» 14. Шекуров Д. П. — воентехник 1-го ранга, 1-й бортмеханик самолёта «Н-169» 15. Стромилов Н. Н. — радиотехник и бортрадист самолётов «Н-171», «Н-166» и «Н-169» 16. Иванов С. А. — бортрадист самолёта «Н-170» |

- О присвоении звания Героя Советского Союза командирам Рабоче-Крестьянской Красной Армии[41]

- За «образцовое выполнение специальных заданий Правительства по укреплению оборонной мощи Советского Союза и проявленный в этом деле героизм» награждены (двое посмертно: ★):

1.  комбриг Хользунов, Виктор Степанович
2.  майор Прокофьев, Гавриил Михайлович
3.  капитан Цаплин, Павел Алексеевич ★
4.  капитан Баланов, Никифор Федотович
5.  лейтенант Склезнев, Георгий Михайлович ★
6.  младший командир Юдин, Михаил Владимирович

- О  награждении командиров, политработников, инженеров и техников Рабоче-Крестьянской Красной Армии[43]

- За «выдающиеся успехи в боевой, политической и технической подготовке соединений, частей и подразделений Рабоче-Крестьянской Красной Армии» награждены:

1. комбриг Тыкин Я. А.
2. полковник Сверчевский К. К.
3. майор Клич Н. А.

## Июль

### 2 июля
- О  награждении т.т. Курского В. М,, Миронова С. Н., Попова С, П., Успенского А. И. и других[44]

- За «образцовое и самоотверженное выполнение важнейших заданий Правительства» награждены:

1. Курский, Владимир Михайлович
2. Миронов, Сергей Наумович
3. Попов, Серафим Павлович
4. Успенский, Александр Иванович

### 3 июля
- О  награждении т.т. Люшкова Г. С., Каган М. А., Осинина-Виницкого Г. М. и других[44]

- За «образцовое и самоотверженное выполнение важнейших заданий Правительства» награждены:

1. Люшков, Генрих Самойлович
2. Каган, Моисей Аронович
3. Осинин-Виницкий, Григорий Маркович

### 4 июля
- О  присвоении звания Героя Советского Союза командирам Рабоче-Крестьянской Красной Армии[47]

- За «образцовое выполнение специальных заданий Правительства по укреплению оборонной мощи Советского Союза и проявленный в этом деле героизм» награждены (трое посмертно: ★):

1.  комбриг Пумпур, Пётр Иванович (1-й орден)
2.  капитан Колесников, Константин Ильич ★
3.  старший лейтенант Денисов, Сергей Прокофьевич
4.  лейтенант Хованский, Иван Андреевич ★
5.  младший командир Новиков, Василий Михайлович
6.  младший командир Билибин, Кузьма Яковлевич ★

- О  награждении командиров, политработников, инженеров и техников Рабоче-Крестьянской Красной Армии[49]

- За «выдающиеся успехи в боевой, политической и технической подготовке соединений, частей и подразделений Рабоче-Крестьянской Красной Армии» награждены:

1. комбриг Ковалёв Д. М.
2. полковник Батов П. И.
3. майор Тойкка Э. В.

### 8 июля
- О  награждении агрономов-селекционеров по хлопку

- За «выдающиеся успехи в деле создания и разведения новых высокоурожайных длинноволокнистых сортов хлопка» награждены:

1. Мальцев А. М.
2. Канаш С. С.

- О награждении Рахматова Ибрагима[51]

- За «выдающиеся успехи в деле поднятия урожайности хлопка и за почин в деле организации движения колхозников за получение 100 и выше центнеров хлопка с гектара» награждён:

- Рахматов, Ибрагим — бригадир колхоза «Иджтимоят» Наманганского района Узбекской ССР

### 11 июля
- О награждении т.т. Дагина И. Я., Раева М. Г., Горбач Г. Ф. и других[52]

- За «образцовое и самоотверженное выполнение важнейших заданий Правительства» награждены:

1. Дагин, Израиль Яковлевич
2. Раев, Михаил Григорьевич
3. Горбач, Григорий Фёдорович.

- О награждении т.т. Реденса С. Ф., Радзивиловского А. П., Якубовича Г. М., Лебедева С. И. и других[54]

- За «образцовое и самоотверженное выполнение важнейших заданий Правительства» награждены:

1. Реденс, Станислав Францевич
2. Радзивиловский, Александр Павлович
3. Якубович, Григорий Матвеевич
4. Лебедев, Сергей Иванович

### 14 июля
- О награждении работников строительства канала Москва — Волга и заводов-поставщиков[56]

- За «выдающиеся успехи в деле строительства канала Москва — Волга» награждены:

1. Афанасьев Г. Д. — начальник Хлебниковского района
2. Аменицкий Б. А. — начальник сооружения моста № 414
3. Баумгольц А. И. — начальник энергомонтажного отдела строительства
4. Бовшовер Я. М. — начальник Завидовского района
5. Василенко П. И. — помощник начальника работ Волжского района
6. Васнецов Б. А. — начальник строительства сооружения монументов
7. Вознесенский И. Н. — консультант энергомонтажного сектора строительства
8. Георгиевский П. К. — начальник механического завода строительства
9. Грановский М. Б. — начальник монтажных работ Сходненского района
10. Гранкин Г. Д. — начальник работ Водопроводного района
11. Заикин И. Ф. — начальник Южного района
12. Журин В. Д. — заместитель главного инженера строительства
13. Комаровский А. Н. — начальник работ Центрального района
14. Кочегаров А. И. — начальник Перервинского участка и начальник работ
15. Костров И. Н. — начальник работ Южного района
16. Муценко М. П. — начальник работ Речного порта
17. Мачтет Г. Н. — начальник работ Волжского района
18. Муравьёв М. С. — начальник отдела топографических изысканий строительства
19. Марчук М. И. — секретарь парткома строительства и Дмитровского райкома ВКП(б)
20. Макухо В. И. — начальник работ Карамышевского района
21. Николаев С. Ф. — заместитель начальника работ района «Темпы»
22. Папировский В. И. — начальник автотракторного отдела строительства
23. Павский Г. Е. — начальник сооружения шлюза № 4
24. Погарский С. И. — начальник сооружения шлюза № 5
25. Попов М. Н. — начальник планово-производственного отдела строительства
26. Плинер И. И. — заместитель начальника ГУЛАГа НКВД СССР
27. Прохорский Ф. Т. — начальник Центрального района
28. Рухлядев А. М. — старший архитектор строительства
29. Саламов К. П. — начальник работ района «Соревнование»
30. Семёнов И. С. — помощник начальника технического отдела строительства
31. Семенцов В. А. — помощник главного инженера и начальник геологического отдела строительства
32. Симановский П. Ш. — заместитель начальника Дмитлага
33. Скачков И. В. — начальник сооружения шлюза № 1
34. Ставицкий Е. А. — начальник монтажных работ Центрального района
35. Телегин А. М. — начальник работ Хлебниковского района
36. Усиевич А. А. — начальник Водопроводного района
37. Успенский Д. В. — заместитель начальника Дмитлага НКВД
38. Фидман А. И. — главный инспектор строительства
39. Холин Н. Д. — начальник отдела гидромеханизации строительства
40. Шестопёров С. В. — начальник бетонного отдела строительства
41. Юдин Т. И. — начальник экскаваторных работ района «Техника»
42. Ястребов В. Д. — заместитель начальника монтажных работ Карамышевского района.

### 17 июля
- О награждении товарища И. И. Ежова[58]

- За «выдающиеся успехи в деле руководства органами НКВД по выполнению правительственных заданий» награждён:

- Н. И. Ежов.

- О  награждении командиров, политработников, инженеров и техников Рабоче-Крестьянской Красной Армии[60]

- За «выдающиеся успехи в боевой, политической и технической подготовке соединений, частей и подразделений Рабоче-Крестьянской Красной Армии» награждены:

1. полковник Кумелан В. И.
2. полковник Малиновский Р. Я.
3. майор Нагорный Н. Н.
4. майор Антила А. М.

### 20 июля
- О награждении т. А. Я. Вышинского[61]

- За «успешную работу по укреплению революционной законности и органов прокуратуры» награждён:

- А. Я. Вышинский.

### 22 июля
- О награждении добровольных спортивных обществ, работников и мастеров физической культуры и спорта[63]

- «Отмечая выдающиеся достижения в работе Всесоюзных добровольных спортивных обществ «Динамо» и «Спартак», что обеспечило им ведущую роль в советском физкультурном движении» награждены:

1. Всесоюзное добровольное спортивное общество «Динамо»
2. Всесоюзное добровольное спортивное общество «Спартак»

- Среди работников и мастеров физической культуры и спорта награждён:

- Старостин Н. П. — заслуженный мастер спорта СССР.

- О награждении т.т. Магдуси X. X., Геворкова И. А. и других[65]

- «За образцовое и самоотверженное выполнение важнейших заданий Правительства» награждены:

1. Мугдуcи X. X.
2. Геворков И. А.

- О награждении т.т. Гоглидзе С. А., Степанова М. А,, Рапава А. Н., Кобулова Б. З., Шашуркина З. И. и других[66]

- «За образцовое и самоотверженное выполнение важнейших заданий Правительства» награждены:

1. Гоглидзе С. А.
2. Степанов М. А.
3. Рапава А. Н.
4. Кобулов Б. З.
5. Шашуркин З. И.

- О награждении т.т. Сумбатова Ю. Д., Герасимова В. И., Гаврилова П. А. и других[66]

- «За образцовое и самоотверженное выполнение важнейших заданий Правительства» награждены:

1. Сумбатов Ю. Д.
2. Герасимов В. И.
3. Гаврилов П. А.

- О награждении т.т. Бельского Л. Н., Волкова М. А., Волынского С. Г., Гендина С. Г. и других[67]

- «За образцовое и самоотверженное выполнение важнейших заданий Правительства» награждены:

1. Бельский Л. Н.
2. Волков М. А.
3. Волынский С. Г.
4. Гендин С. Г.
5. Глебов-Юфа З. Н.
6. Залпетер А. К.
7. Ильицкий И. И.
8. Коган Л. В.
9. Леплевский И. М.
10. Литвин М. И.
11. Лулов Г. Н.
12. Минаев-Цикановский А. М.
13. Николаев-Журид Н. Г.
14. Пассов З. И.
15. Радин Л. Д.
16. Стромин-Строев А. Р.
17. Цесарский В. Е.

## Август

### 20 августа
- О награждении тт. Ульриха В. В., Малевича И. О., Никитченко И. Т. и других[69]

- За «успешную работу по укреплению революционной законности и охране интересов государства» награждены:

1. армвоенюрист Ульрих, Василий Васильевич — председатель Военной Коллегии Верховного Суда СССР
2. корвоенюрист Матулевич, Иван Осипович — заместитель председателя Военной Коллегии Верховного Суда СССР
3. диввоенюрист Никитченко, Иона Тимофеевич — заместитель председателя Военной Коллегии Верховного Суда СССР
4. диввоенюрист Рычков, Николай Михайлович —  член Военной Коллегии Верховного Суда СССР

### 29 августа
- О награждении работников Прокуратуры СССР[71]

- «В связи с 15-летием Прокуратуры СССР» награждён:

- Рогинский Г. К. — заместитель Прокурора СССР.

## Сентябрь

### 1 сентября
- О награждении экипажа «АНТ-25» — т.т. Громова[73], Юмашева, Данилина.[74]

- За «осуществление героического беспосадочного перелета Москва—Северный Полюс—Соединённые Штаты Америки и установление нового мирового рекорда дальности полета по прямой» награждены:

1.  Юмашев А. Б. — второй пилот
2.  Данилин С. А. — штурман.

### 23 сентября
- О награждении Государственного Академического Малого театра[76]

- За «выдающиеся успехи в области развития русского театрального искусства» награждён:

- Государственный Академический Малый театр

- О награждении артистов Государственного Академического Малого театра'[76]

- За «выдающиеся успехи в деле развития русского театрального искусства» награждены:

1. Блюменталь-Тамарина, Мария Михайловна — народная артистка СССР
2. Яблочкина, Александра Александровна — народная артистка РСФСР
3. Садовский, Пров Михайлович — народный артист РСФСР
4. Пашенная, Вера Николаевна — народная артистка РСФСР
5. Остужев, Александр Алексеевич — народный артист РСФСР

## Октябрь

### 22 октября
- О  присвоении звания Героя Советского Союза командирам Рабоче-Крестьянской Красной Армии[78]

- За «образцовое выполнение специальных заданий Правительства по укреплению оборонной мощи Советского Союза и проявленный в этом деле героизм» награждены(один посмертно: ★):

1.  капитан Шевцов, Пётр Фёдорович
2.  старший лейтенант Родимцев, Александр Ильич
3.  младший командир Никонов, Алексей Васильевич ★

- О  награждении командиров, политработников, инженеров и техников Рабоче-Крестьянской Красной Армии[80]

- За «выдающиеся успехи в боевой, политической и технической подготовке соединений, частей и подразделений Рабоче-Крестьянской Красной Армии» награждены:

1. комдив Максимов И. Ф.
2. комбриг Птухин Е. С.
3. полковник Иванов П. А.
4. полковник Романенко П. Л.
5. полковой комиссар Агальцов Ф. А.
6. капитан 3 ранга Алафузов В. А.
7. капитан 3 ранга Дрозд В. П.
8. капитан Гоффе В. И.
9. старший лейтенант Демидов Н. Ф.
10. лейтенант Бонакер Э. П.
11. лейтенант Семёнов И. А.
12. воентехник 2 ранга Беспалов С. И.

- О  награждении работников охранной промышленности[81]

- За «выдающиеся в работе оборонной промышленности» награждены:

1. Гаврилов Н. А. — инженер
2. Ойцер И. Н. — инженер
3. Стоклицкий С. И. — инженер
4. Шиц А. Д. — инженер

### 28 октября
- О  присвоении звания Героя Советского Союза командирам Рабоче-Крестьянской Красной Армии[78]

- За «образцовое выполнение специальных заданий Правительства по укреплению оборонной мощи Советского Союза и проявленный в этом деле героизм» награждены(один посмертно: ★):

1.  полковник Евсевьев, Иван Иванович
2.  капитан Ерёменко, Иван Трофимович
3.  младший командир Ковров Фёдор Кузьмич ★

- О  награждении командиров, политработников, инженеров и техников Рабоче-Крестьянской Красной Армии[83]

- За «выдающиеся успехи в боевой, политической и технической подготовке соединений, частей и подразделений Рабоче-Крестьянской Красной Армии» награждены:

1. комдив Юшкевич В. А.
2. капитан Семашко Э. Б.
3. капитан Полушко Ф. И.
4. лейтенант Ёлкин Е. В.
5. лейтенант Желтяков И. В.

## Ноябрь

### 3 ноября
- О  присвоении звания Героя Советского Союза командирам Рабоче-Крестьянской Красной Армии[84]

- За «образцовое выполнение специальных заданий Правительства по укреплению оборонной мощи Советского Союза и проявленный в этом деле героизм» награждены (один посмертно: ★):

1.  майор Лакеев, Иван Алексеевич
2.  лейтенант Абрамович, Абрам Григорьевич ★

- О  награждении командиров, политработников, инженеров и техников Рабоче-Крестьянской Красной Армии[84]

- За «выдающиеся успехи в боевой, политической и технической подготовке соединений, частей и подразделений Рабоче-Крестьянской Красной Армии» награждены (один посмертно: ★):

1. полковник Арженухин Ф. К.
2. старший лейтенант Давыдов-Лучицкий В. В.
3. старший лейтенант Верёвка В. И. ★
4. лейтенант Pea В. X.
5. лейтенант Кузнецов С. А.

### 10 ноября
- О  награждении лётчиков, инженеров и техников Гражданского Воздушного Флота[86]

- За «выдающиеся успехи в овладении авиационной техникой, безаварийную работу и высокие показатели в производственной работе» награждены:

1. Матвеев, Владимир Арсеньевич — пилот управления гидролинии Одесса — Батуми
2. Рябченко, Прокофий Яковлевич — командир отряда Украинского Управления ГВФ.

### 11 ноября
- О  награждении командиров, политработников, инженеров и техников Рабоче-Крестьянской Красной Армии[88]

- За «выдающиеся успехи в боевой, политической и технической подготовке соединений, частей и подразделений Рабоче-Крестьянской Красной Армии» награждены:

1. полковник Коробков Ф. Г.
2. старший лейтенант Минаев А. Е.
3. младший командир Бровкин А. В.

## Декабрь

### 19 декабря
- О награждении т.т. Бермана Б. Д., Каруцкого В. А., Кривец Е. Ф., Лупекина Г. А., Соколинского Д. М., Фёдорова Н. Н. и других[89]

- За «образцовое и самоотверженное выполнение важнейших правительственных заданий» награждены:

1. Берман, Борис Давыдович
2. Каруцкий, Василий Абрамович
3. Кривец, Ефим Фомич
4. Лупекин, Герман Антонович
5. Соколинский, Давид Моисеевич
6. Фёдоров, Николай Николаевич
7. Чистов, Павел Васильевич
8. Валухин, Константин Николаевич
9. Хорхорин, Григорий Сергеевич
10. Дмитриев, Дмитрий Матвеевич